# 94P/Рассела
Комета Рассела 4 (94P/Russell) — короткопериодическая комета типа Энке, которая была обнаружена 7 марта 1984 года американским астрономом Кеннетом Расселом из обсерватории Сайдинг-Спринг с помощью 122-сантиметрового телескопа системы Шмидта. Она была описана как диффузный объект 13,0 m звёздной величины с большим хвостом длиной 5 ' минут дуги. Анализ более ранних снимков позволил обнаружить комету ещё на двух фотопластинах от 2 и 4 марта. Комета обладает довольно коротким периодом обращения вокруг Солнца — чуть менее 6,6 года.

Орбита кометы Рассела 4 и её положение в Солнечной системе

Анализ эволюции орбиты кометы показал, что в недавнем прошлом, 6 августа 1938 года, комета пролетела в 1,05 а. е. (157,5 млн км) от Юпитера, а спустя год после открытия, 6 марта 1975 года, она испытала очередное тесное сближение, на этот раз до 0,68 а. е. (102 млн км), что сократило её период обращения с 6,9 года до нынешнего значения. Сейчас орбита кометы находится полностью внутри орбиты Юпитера.
В июле 1995 года было подсчитано, что комета может иметь сильно вытянутое ядро с осевым соотношением a/b≈3 размером 2,1 км (по другим данным 5,2 км) и период вращения 20,7 часа (по другим данным 33,4 часа).

## История наблюдений
Британский астроном Брайан Марсден вычислил и опубликовал первый вариант орбиты уже 9 марта, предсказав, что комета является короткопериодической. Позднее, используя 9 положений кометы, полученных со 2 по 22 марта, ему удалось установить, что комета имеет короткий период обращения 6,37 года и дату прохождения перигелия 6 марта 1984 года.
Следующее прохождение перигелия кометой ожидалось в 1990 года. И 11 декабря 1989 года она была восстановлена J. Gibson, как слабый точечный объект 19,0 m звёздной величины. Точные измерения положения кометы, проведённые Гибсоном, показали, что прогнозируемая дата перигелия требует коррекции на 0,6 суток. Очередное возвращение в 1997 году было особенно благоприятно для наблюдения кометы, поскольку в конце марта она сблизилась с Землёй до расстояния 1, 26 а. е. и достигла максимальной яркости 14,0 m. 